# Спеціалізована школа №57 з поглибленим вивченням англійської мови
Спеціалізована середня школа № 57 з поглибленим вивченням англійської мови — освітній заклад у Шевченківському районі міста Києва, за адресою вул. Прорізна 19а. Викладання здійснюється українською мовою. У школі навчаються учні 1—11 класів. Профіль навчання: лінгвістичний, гуманітарний.

## Історія
1923 — 1937 роки — народження та розбудова 57 школи
17 квітня 1923 року — офіційна дата народження 57-ї, адже саме у цей день було видано наказ Губоно № 37 про створення мережі шкіл у м. Києві. Серед 106 шкіл значиться і № 57. Вона розміщувалася у колишній будівлі славнозвісної Колегії Павла Галагана по вулиці Фундукліївській, 11 (нині вул. Богдана Хмельницького). Зараз у цій будівлі знаходиться Музей історії літератури. Першим директором школи був М. М. Приварський. Після нього у ці роки школу також очолювали: Кулябко М. М. та Примак В. С.
До 1935 року 57-ма, була 7-річною трудовою школою № 57 імені І. Франка з українською мовою навчання.
З 1935 року стала 10-ти річною загальноосвітньою і тоді ж у школі започаткували навчання англійської мови.
1936 рік відзначився знаменною подією для школи — першим випуском десятикласників школи (цей випуск відбувся ще зі стін будівлі Колегії Галагана).
Кінець 30-х — 60-ті роки ХХ сторіччя — нова будівля, війна та повоєнна відбудова школи
Якщо 1923 це рік заснування 57-школи, то 1939 можна з впевненістю назвати роком народження оновленої школи. Адже саме у 1939 році школа переїхала до нового будинку по вулиці Прорізній, 19а (колишня будівля артилерійської школи № 12) — це будівля в якій школа залишається і дотепер. У цей період школу очолювали: Смоляров З. К. (1937-39) Любченко А. О. (1939) та Гатті В. І. (1939-41)
Під час війни школа не працювала, аж до звільнення Києва у 1943 році.
У 1943—1944 рр. у приміщенні школи був розташований військовий госпіталь.
Коли відновився навчальний процес, до школи прийшли працювати вчителями діти її колишніх співробітників. Ця традиція отримала розвиток і в іншому напрямку, коли до школи вчителями стали повертатися її випускники.
У 1944—1954 р.р. — школа мала статус «жіночої».
У 1957 році школа отримала статус «спеціалізованої з поглибленим вивченням англійської мови» — статус, який вона гордо носить і сьогодні.
З 1944 до 1963 року, школу очолювала заслужений вчитель України Максимчук Ольга Лукінічна.
З 1964 року директором школи була Воскобойнікова Віра Іванівна, заслужений учитель України, учасниця партизанського руху.
70-80-ті роки ХХ сторіччя — часи нового розквіту школи
З 1975, протягом 10 років директором школи була Попова Любов Нілівна. Розумний, інтелігентний директор, який віддав своє серце улюбленій справі. Заступниками директора були Ольга Сергіївна Гудзенко, Мечеслав Антонович Анжієвський; Олексій Ігнатович Черватюк, шановний учнями за інтелігентність та розуміння (учасник Великої Вітчизняної війни, заслужений учитель України, автор підручника з математики);
Поруч із талановитими адміністраторами у ці роки працювали ровесники школи: Давидова Валерія Семенівна, Супінський Юрій Вікторович. У цей час в школі також працювала Щербицька Рада Гаврилівна, яка, незважаючи на дуже високу посаду свого чоловіка (тодішнього Голови республіки — Володимира Щербицького), багато років віддала своїй улюбленій школі, працюючи звичайним вчителем. Рада Гаврилівна дуже любила свою 57-му і багато зробила для іі розвитку. Фактично за її сприяння, на початку 80-х, коли школа перебувала в аварійному стані, була зроблена велика реконструкція. Будівля школи яка спочатку, мала Г-образну форму з відповідним розташуванням кабінетів, була добудована до її теперішнього стану з внутрішнім двориком. Всі кабінети отримали надсучасне устаткування, про яке, більшість шкіл того часу не могли навіть мріяти: в кожному кабінеті за вчительським столом був пульт дистанційного керування шторами, екраном, світлом; в багатьох класах були фільмо- та слайдпроектори. Були і абсолютно унікальні кабінети: наприклад, кабінет музики був виконаний у формі амфітеатру (для кращої акустики), а в партах були вмонтовані електронні піаніно з навушниками, один з кабінетів англійської мови був оснащений вмонтованими в робочі столи бобінними магнітофонами, які використовувались для навчання. Підлога внутрішнього дворика була оздоблена коштовним художнім паркетом з інкрустацією, така ж підлога була і в кабінеті історії, останній мав розсувну стіну-ширму, при відкритті якої він поєднувався з залом бібліотеки, щоб вмістити вдвічі більше людей (наприклад, під час відкритих уроків чи нарад). Кабінети фізики, хімії тощо, були оснащені, невеличкими «підсобними приміщення» для зберігання наочного матеріалу необхідного для проведення уроків, але родзинка була в тому, що вхід в ці підсобні приміщення був замаскований під двері шафи на вчительській кафедрі.
У 1980 році за високі досягнення у навчально-виховній роботі школі було присвоєно ім'я В. І. Леніна.
У 1990 році школа була учасником експозиції павільйону освіти ВДНГ СРСР та отримала срібну медаль ВДНГ.
90-ті роки ХХ сторіччя — Незалежність України та нові виклики
З 1985 року протягом майже 20 років директором школи була — Яковлєва Людмила Дмитрівна, заслужений вчитель України. Їй випало керувати школою в дуже важкі часи: після розпаду Радянського Союзу система освіти почала стрімко змінюватись, щоб відповідати динаміці молодої незалежної країни, практично все в країні почало переходити на комерційні засади. В цей час було абсолютно необхідно втримати школу на плаву, не дати їй поринути у прірву, не дати втратити головне — викладацький склад і традиції, якими завжди славилася 57-ма — і школа на чолі з Людмилою Дмитрівною гідно впоралась з цим завданням.
У ці роки у школі з'явилися перші комп'ютери, створено клас інформатики, відкрито Музей Бойової Слави, Музей історії школи (директори музею Тарасенко З. В., Бондаренко Л. М.), почалось учнівське самоврядування — заснована Рада старшокласників (серед перших Голів ради, випускники школи 1994 року — В. Сольський та М. Сердюков).
Відбулася перша поїздка групи вчителів та учнів у США, штат Вермонт, школа Ліленд енд грей (ці поїздки потім стали традиційними і започаткували тривалий період обміну учнями між 2 школами).
1991 рік став початок проведення рейтингу «Учень року». Перші учні року — Ждан Юлія, Марченко Віктор. І що особливо приємно, ця традиція зберігається в школі і зараз — більше ніж 30 років по тому.
В ті роки отримали грант і почесне звання «Соросівський вчитель» два знакові вчителі 57 школи — вчитель біології Бондаренко Людмила Михайлівна (заслужений вчитель України) та вчитель фізики Бібік Валерій Василійович. Обидва віддали школі більшу частину свого життя і завдяки своїм енциклопедичним знанням, яскравій манері викладання і безмежній любові до школи, стали на багато десятиліть для кількох поколінь випускників хранителями шкільних традицій та своєрідними символами школи.
В цей же час починає працювати вчительський шкільний театр «Абсурд» (керівник Іващенко О.Г).
ХХІ сторіччя — нова епоха розвитку
З 2004 до 2022 року директором школи був Денисенко Віктор Юрійович. Заступники — Дерека С. А., Галузинська Н. С., Семко О. В., Мельник Т. М., Антонюк А. Е., Семко Н. Я., Мащук М. В., Слівкіна В. В.
В ці роки почався випуск шкільної газети, запрацювало шкільне телебачення, був створений сайт школи (який отримав І місце у Всеукраїнському конкурсі на визначення найкращого шкільного сайту у 2011 році), проводились щорічні футбольні турніри серед випускників школи; працює англійський ляльковий театр початкової школи та студія Лего, проводились дні відкритих дверей для майбутніх першокласників та щорічний бал старшокласників, день української вишиванки та система гуртків початкової школи у другій половині дня.
У 2008 році, яскравою подією, яка увійшла в історію школи, став візит до школи та спілкування з старшокласниками Президента США Джорджа Буша з дружиною Лорою Буш та держсекретарем США Кондолізою Райс.
В середині 2022 року — школу очолила Киянець Зоя Олександрівна — ставши першою в історії випускницею школи, яка стала її директором. На її долю випала дуже нелегка задача — почати керувати школою під час повномасштабної війни. В найкоротші терміни було налагоджено змішане навчання, був відремонтований і перетворений на бомбосховище підвал, що дозволило швидко повернути дітей до офлайн навчання.

## Символіка школи
Гімн школи
Слова: Георгія Кирєєва
Музика: Віталія Сафонова
У славному Києві, древньому місті, Ворота стоять Золоті, А поруч яскраво, мов дивне намисто, Звучать голоси молоді
Приспів: Цвіт каштанів навколо, Срібний дзвоник здаля: П'ятдесят сьома школа
П'ятдесят сьома школа
П'ятдесят сьома школа
Рідна школа моя!
Сміливо крокуємо в світ, урочисто
І сяє в очах дивина: Відомих артистів, поетів, міністрів, Дала Україні вона!
Приспів
У зльоті мети завжди вічне бажання
До сонячних знань заклика
Достойних нащадків Павла Галагана, Нащадків Івана Франка!
Приспів

## Відомі випускники
Мітюков Ігор — міністр фінансів України, віцепрем'єр-міністр України, Надзвичайний та Повноважний Посол України у Великій Британії
Осика Сергій — міністр зовнішніх економічних зв'язків України, віцепрем'єр-міністр України, народний депутат України
Кислиця Сергій — заступник міністра закордонних справ України, Надзвичайний та Повноважний Посол України, Постійний представник України при Організації Об'єднаних Націй
Патон Євгенія — д.біол.наук, проф., член-кореспондент НАН України
Безсонова Ганна — абсолютна чемпіонка світу з художньої гімнастики 2007 р., бронзова призерка Олімпійських Ігор 2004 та 2008 років
Куликов Кирило — народний депутат України
Марічка Падалко– телеведуча каналу 1+1
Ліпцин Олег — режисер, володар призу «Пектораль», за досягнення в театральному мистецтвi
Іщук Віктор — соліст Київського театру опери та балету
Земсков Сергій — д.мед.наук, професор, проректор НМУ з наукової роботи та інновацій
Йовенко Світлана — українська поетеса, автор 15 поетичних збірок та прози
Олексенко Тетяна — акторка театру iм. I. Франка
Серед вихованцiв школи — понад 100 кандидатiв та докторiв наук з рiзних галузей знань.